# Альварес, Мариан
Мариан Альварес Качеро (исп. Marian Álvarez Cachero; род. 1 апреля 1978, Мадрид, Испания) — испанская актриса.

## Биография
Мариан Альварес родилась 1 апреля 1978 года в Мадриде. Вскоре после поступления на факультет предпринимательских наук, переходит в актёрскую школу Хуана Карлоса Корассы.
Дебютировала в качестве актрисы на телевидении в 2000 году в небольшой роли в телесериале «El grupo». Начиная с этого момента её карьера была направлена главным образом в сторону постановок и телефильмов. Свою первую роль получила в 2001 году в сериале «7 vidas», где сыграла роль Люсии в течение семи серий. В 2004 году дебютировала на большом экране в фильме Мигеля Бардема «Корпорация аферистов».
После нескольких miniseries, как гнев (2009), самолет ИЛ 8714 (2010) или La duquesa II (2011) в 2012 году, новую, роль доктор, Марфа, Розмарин, сделал акцент в бегство, вынесенное в Telecinco.
В 2013 году Альварес снялась в фильме «Рана», получивший большинство наград, а также Альварес была награждена премией «Серебряная раковина» за лучшую женскую роль на кинофестивале в Сан-Себастьяне и премию Гойя за лучшую женскую роль в главной роли.